# Браун, Джо (музыкант)
Джозеф Роджер Браун (англ. Joseph Roger Brown; 13 мая 1941 года, Сворби, Линкольншир, Англия)  — британский рок-музыкант (гитарист, вокалист).
Когда Джо было два года, семья переехала в Плейстаун — предместье Лондона.
Дочь Брауна, Сэм Браун (Samantha Brown), также певица, а сын, Пит Браун, — продюсер, выпустивший все, кроме одного из девяти последних альбомов Брауна, и участвующий в турах Джо.
В 2009 году Браун стал членом ордена Британской империи (MBE) за заслуги в музыке.

## Карьера
В 1956 году Джо Браун с братьями Питером и Тони Окманами Архивная копия от 4 января 2014 на Wayback Machine создали группу «The Spacemen skiffle group», которая просуществовала до конца 50-х годов — пока не прошла мода на этот жанр народной музыки.
В 1958 году семнадцатилетнего музыканта заметил телевизионный продюсер Джек Гуд и нанял в качестве ведущего гитариста для сериала Boy Meets Girls. В тот же период Джо выступает с рядом американских музыкантов, таких как Джин Винсент и Эдди Кокрейн во время их гастролей в Великобритании.

## События
- 29 ноября 2002, Альберт-Холл Архивная копия от 3 декабря 2013 на Wayback Machine — Концерт памяти Джорджа Харрисона (Concert for George)
  - Джо поет «Here Comes the Sun» и «That’s the Way It Goes»
  - концерт завершается под песню «I’ll See You In My Dreams» в его же исполнении.
- 24 сентября 2008 Архивная копия от 3 декабря 2013 на Wayback Machine, Альберт-Холл Архивная копия от 3 декабря 2013 на Wayback Machine — Концерт в честь 50-летия творческой карьеры Джо Брауна" с участием:
  - группы The Bruvvers
  - Марка Нопфлера
  - Джулса Холланда
  - Дэйва Эдмундса
  - Дэниса Локэрриера
  - группы Чэс и Дэйв Архивная копия от 3 декабря 2013 на Wayback Machine
  - Сэм Браун — дочери юбиляра — и других.